# Mad (Magazin)
Mad ist ein US-amerikanisches Satiremagazin, das auch in zahlreichen Länderausgaben erscheint.

## Geschichte
Im Sommer 1952 brachten die amerikanischen Comic-Verleger Harvey Kurtzman und William Maxwell Gaines die erste Ausgabe der Zeitschrift MAD, damals noch unter dem Titel Tales Calculated To Drive You Mad, heraus. Was zunächst als Parodie auf klassische Superhelden-Comics gedacht war, entwickelte sich bald zu einem Satire-Magazin, das sich über Politik, Gesellschaft, Film und Fernsehen lustig machte. 1956 erschien auf dem Titelblatt von MAD zum ersten Mal ein grinsendes Gesicht mit Segelohren, Sommersprossen und Zahnlücke: Alfred E. Neumann, gezeichnet von Norman Mingo und Frank Kelly Freas. Seitdem ist er der Coverboy der Zeitschrift und auf fast jeder Ausgabe zu sehen. Die Figur an sich ist viel älter und das Bild des Jungen wurde schon im 19. Jahrhundert auf Postkarten publiziert.
Im Verlauf der Jahre wurde MAD zu einem festen Bestandteil der amerikanischen Kultur. Viele der Zeichner, Figuren und Rubriken sind legendär (Don Martin, Dave Berg, Al Jaffee, Spion & Spion, das Faltbild von Al Jaffee, Sergio Aragonés etc.). Berühmtheit erlangte das Magazin auch durch Mort Druckers satirisch-überdrehte Parodien auf aktuelle Kinofilme und Fernsehserien. In den USA ist im Juni 2009 die 500. Ausgabe erschienen. Gleichzeitig wurde die Erscheinungsfrequenz von monatlich auf vierteljährlich geändert. Im Juli 2019 deutete sich die weitgehende Einstellung des Magazins an, als ein Autor bestätigte, dass es keine neuen Original-Inhalte mehr geben werde.

## Deutsches MAD

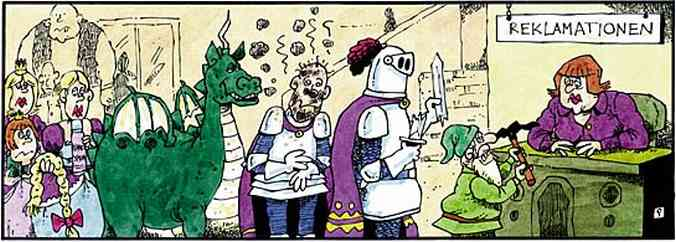
Bild des Comicstrips „Der Froschkönig“ von I. Astalos

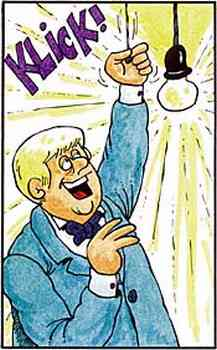
Bild des Comicstrips „Thomas Alva Edison testet die soeben erfundene Glühbirne“ von I. Astalos

Das erste deutsche MAD erschien im September 1967, kostete 1,50 Deutsche Mark und gewann rasch an Auflage. Nach 32 Ausgaben wurde Herbert Feuerstein Chefredakteur. Feuerstein prägte – gemeinsam mit dem textenden Zeichner Ivica Astalos – den Stil des Magazins maßgeblich. Darüber hinaus brachte Feuerstein eine Reihe deutscher Autoren und Zeichner (I. Astalos, Dieter Stein, Nils Fliegner, Rolf Trautmann und Gunther Baars) ins Blatt und machte so das deutsche MAD zum Kult-Blatt. Zu dieser Zeit kamen auch die MAD-Taschenbücher auf den Markt, wie zum Beispiel Die grosse MAD Lebensfibel.
Einige von Feuerstein geschaffene, sogenannte Inflektive („lechz“, „würg“) wurden fester Bestandteil der Jugendsprache. Nachdem sich die Auflage von zunächst 15.000 auf 400.000 Exemplare gesteigert hatte, verließ Feuerstein 1992 die Zeitschrift zugunsten seiner TV-Karriere. Anfang der 1990er Jahre ging die Auflage von 300.000 auf 30.000 Exemplare zurück. Der Verleger Klaus Recht führte das Heft noch drei Jahre weiter, ehe es 1995 nach 300 Ausgaben eingestellt wurde.
Am 7. Oktober 1998 wagte der Stuttgarter Dino-Verlag einen Neuanfang und brachte ein neues deutsches MAD heraus, das bis zum Dezember 2009 monatlich erschien und ab Februar 2010 alle zwei Monate herausgegeben wurde. Im Gegensatz zum früheren deutschen MAD war die neue Ausgabe nicht mehr frei von Werbung und durchgängig farbig. Ab dem 31. Dezember 2002 wurde das MAD-Magazin von der Panini Verlags GmbH herausgegeben, die den Dino-Verlag übernommen hatte. Zuständige Redakteure waren Mathias Ulinski und Jo Löffler.
Mit der 100. Ausgabe des MAD-Magazins erschien im Dezember 2006 eine Spezialausgabe, die den doppelten Umfang an Seiten hatte. Im Januar 2007 erschien das dreizehnte Spezialmagazin mit dem Besten aus 100 Ausgaben.
Als Kernzielgruppe benannte der Verlag 13- bis 18-jährige Jungen, die verkaufte Quartalsauflage lag im zweiten Quartal 2012 bei knapp unter 22.000 Exemplaren (laut IVW II/2012) mit sinkender Tendenz. Seit dem 3. Quartal 2012 wurden die Verkaufszahlen nicht mehr der IVW gemeldet.
Das deutsche MAD kam seit der Wiederauferstehung im Jahr 1998 bis zur letzten regulären Ausgabe 01/2019 (Dezember 2018) auf 185 Ausgaben und wurde danach eingestellt.

### Konkurrenzprodukte
Der Condor Verlag gab in den Jahren 1975 bis 1982 das Magazin KAPUTT – Das Mazagin für unterdrückte Lebensfreude heraus, das von Aufmachung und Inhalt her als direkte Konkurrenz zu MAD konzipiert war. Als Vorlage dienten die US-Ausgaben des CRACKED Magazine.
Der Hamburger Verlag Interpart verlegte Anfang der 1980er Jahre sogar zwei Konkurrenzprodukte mit den Namen Stupid und Panic. Vor allem Panic ähnelte stark in Aussehen und Beiträgen dem deutschen MAD. Der Zeichner Amro hatte hier eine Comicserie, die den Geschichten von Don Martin ähnlich war.

### Vermarktung
In den 1970er und 1980er Jahren sind einige Spiele erschienen, die auf dem Humor des MAD-Magazins aufbauen und auch zeichnerisch entsprechend gestaltet sind. Bei dem MAD-Spiel und Spion & Spion handelt es sich um Brettspiele, das MAD-Kartenspiel folgt dem Spielprinzip von Uno bzw. Mau-Mau.
Von 1995 bis 2008 lief im US-amerikanischen Fernsehen die Comedysendung MADtv, deren Sketche und Parodien an das MAD-Magazin angelehnt sind. Die Sendung wurde auch im deutschen Fernsehen ausgestrahlt.
Von 2010 bis 2013 wurde eine Fernsehserie produziert, die auf dem MAD-Magazin beruht und auf Cartoon Network ausgestrahlt wurde.

### Parodie
1988 brachte der Münchner Journalist Hans Gamber mit Müd eine einmalige Parodie auf den Markt.

### Alfred des Monats
1972 startete das Deutsche MAD seinen Anti-Preis, den Alfred des Monats, auch Der güldene Alfred genannt, der an Prominente verliehen wurde, die durch besonders dumme Aktionen aufgefallen waren.

## Kulturelle Bezüge
Im Film Fahrenheit 451 (1966) von François Truffaut werden in einer Szene Bücher verbrannt, neben einigen Klassikern der Weltliteratur ist auch das MAD-Taschenbuch We’re Still Using That Greasy MAD Stuff zu sehen.
In einigen Episoden der Zeichentrickserie Die Simpsons wird auf MAD Bezug genommen. In manchen Folgen sind MAD-Hefte zu sehen; in der Folge Marge wird verhaftet bezieht sich ein Rücken-Tattoo auf die Faltbilder auf der letzten Seite von MAD. In der Episode Homer und New York besucht Bart Simpson das MAD-Verlagshaus in New York, wobei er zufällig einen kurzen Blick in einen Büroraum werfen kann, wo „Jux und Tollerei“ den Redaktionsalltag zu beherrschen scheinen und unter anderem Spion & Spion, der Zeichner Dave Berg und Alfred E. Neumann, der anscheinend eine leitende Funktion innehat, zu sehen sind. In der Folge Die sensationelle Pop-Gruppe legt ein wahnsinniger Marine-Leutnant das Verlagshaus in Schutt und Asche.

## Autoren und Zeichner

### Angloamerikanischer Raum
| - Matt Adams - Sergio Aragonés - Dave Berg - Scott Bricher - Ben Brown - Tomas Bunk - John Caldwell - Tom Cheney - Paul Coker Jr - Jack Davis - Dick DeBartolo | - Desmond Devlin - Evan Dorkin - Mort Drucker - Sarah Dyer - Bob Eckstein - Anton Emdin - Drew Friedman - Alison Grambs - Tim Hamilton - Al Jaffee - Darren Johnson | - Jeff Kruse - Peter Kuper - Jacob Lambert - Matt Lassen - Greg Leitman - Glen LeLievre - Kit Lively - Mike Lynch - Scott Maiko - Don Martin - Phil McAndrew | - Hermann Mejia - Scott Nickel - Teresa Burns Parkhurst - Kevin Pope - Peter Paul Porges - Antonio Prohías - Jay Rath - Tom Richmond - Adam Rust - Bob Staake - Rick Tulka |

### Deutschsprachiger Raum
| - Ivica Astalos - Marvin Clifford - Corne - Martin Frei - Klaus Gehrmann - Daniel Gramsch | - Pit Hammann - Matthias Kringe - Michael H. Musal - Guido Neukamm - Ralph Ruthe - Martin Zak |